# Fred Van Ostaeijen
Fred Van Ostaeijen (1954) is een Belgische ondernemer, muzikant en oprichter en uitbater van de discotheek Highstreet in Hoogstraten. Van Ostaeijen groeide op in Wortel, waar zijn ouders café De Ster uitbaatten. Zijn vroege liefde voor muziek werd aangewakkerd door zijn vader, die bombardon speelde in de plaatselijke fanfare. Fred volgde in zijn voetsporen en begon op jonge leeftijd gitaar te spelen. Samen met vrienden richtte hij de muziekgroep "The Undertakers" op, waarmee hij op feestjes en bruiloften speelde.
In de jaren zeventig sloot Van Ostaeijen zich aan bij de populaire popgroep Desperated Company als bassist. Tegelijkertijd begon hij ook naam te maken als DJ onder de naam Stomping Fats. Zijn talent en ondernemingsgeest leidden hem uiteindelijk naar het openen van zijn eigen discotheek. Samen met compagnon Yves Hoskens opende hij Highstreet in de Gelmelstraat in Hoogstraten. Al snel werd de discotheek een groot succes, ondanks klachten van buurtbewoners over geluidsoverlast en vandalisme.
Na het advies van de burgemeester verhuisden ze naar een molen met feestzaal aan de Sint Lenaartseweg. Deze locatie bood meer ruimte en faciliteiten. De discotheek kende zijn hoogtijdagen in de jaren negentig en begin jaren 2000, maar moest uiteindelijk in 2014 de deuren sluiten door de veranderende uitgaanscultuur en de crisis in de discotheek-sector.
Na de sluiting van Highstreet huurde Van Ostaeijen de zaak uit, maar besloot uiteindelijk een nieuw hoofdstuk te beginnen met de plannen voor Highstreet 2.0. In samenwerking met een nieuwe partner, en met een visie om een multifunctionele evenementenhal te creëren, wordt er hard gewerkt aan de verbouwing van de oude discotheek. Deze nieuwe Highstreet zal niet alleen dienen als discotheek, maar ook als locatie voor concerten en andere evenementen, met een capaciteit van 2.500 personen.
Fred Van Ostaeijen's betrokkenheid bij de muziekscene blijft bestaan, zowel met de nieuwe Highstreet als met zijn oude band Desperated Company, waarmee hij nog steeds optreedt. Jarenlang was Highstreet een van de meest gekende discotheken van België en niet alleen omdat Gert Verheyen er zijn vrouw leerde kennen… 